# Julian Nagelsmann
Julian Nagelsmann (Landsberg am Lech, 23 luglio 1987) è un allenatore di calcio tedesco, commissario tecnico della nazionale tedesca.
Intrapresa nel 2008 la carriera di allenatore all'età di ventun anni, nel 2016 ha esordito alla guida di una prima squadra, l'Hoffenheim, squadra che ha allenato fino al 2019. Dal 2019 al 2021 è stato allenatore del RB Lipsia e dal 2021 al 2023 ha allenato il Bayern Monaco, con cui ha vinto un campionato tedesco (2021-2022) e due Supercoppe di Germania (2021, 2022). Dal 2023 siede sulla panchina della nazionale tedesca.
A livello individuale ha vinto il premio di Allenatore tedesco dell'anno nel 2017.

## Caratteristiche tecniche
Nel corso della sua carriera Nagelsmann ha dimostrato di saper cambiare spesso formazione, ma quelle più utilizzate sono il 3-4-3, il 3-4-2-1 e il 4-2-3-1. Le sue squadre alternano partite in cui hanno il dominio del possesso ad altre in cui fanno uso delle verticalizzazioni. In fase difensiva, invece, prediligono il pressing alto e la marcatura a zona.

## Carriera

### Giocatore
A livello giovanile ha giocato per l'Augusta (1997-2002) e il Monaco 1860 (2002-2006).
Nella stagione 2006-2007 ha fatto parte della rosa della seconda squadra del Monaco 1860, non scendendo però mai in campo a causa di vari infortuni al ginocchio e al menisco. Tornato all'Augusta l'anno successivo, nel gennaio 2008 i persistenti problemi fisici portano il tedesco a decidere di porre fine alla sua carriera calcistica a soli 20 anni.

### Allenatore

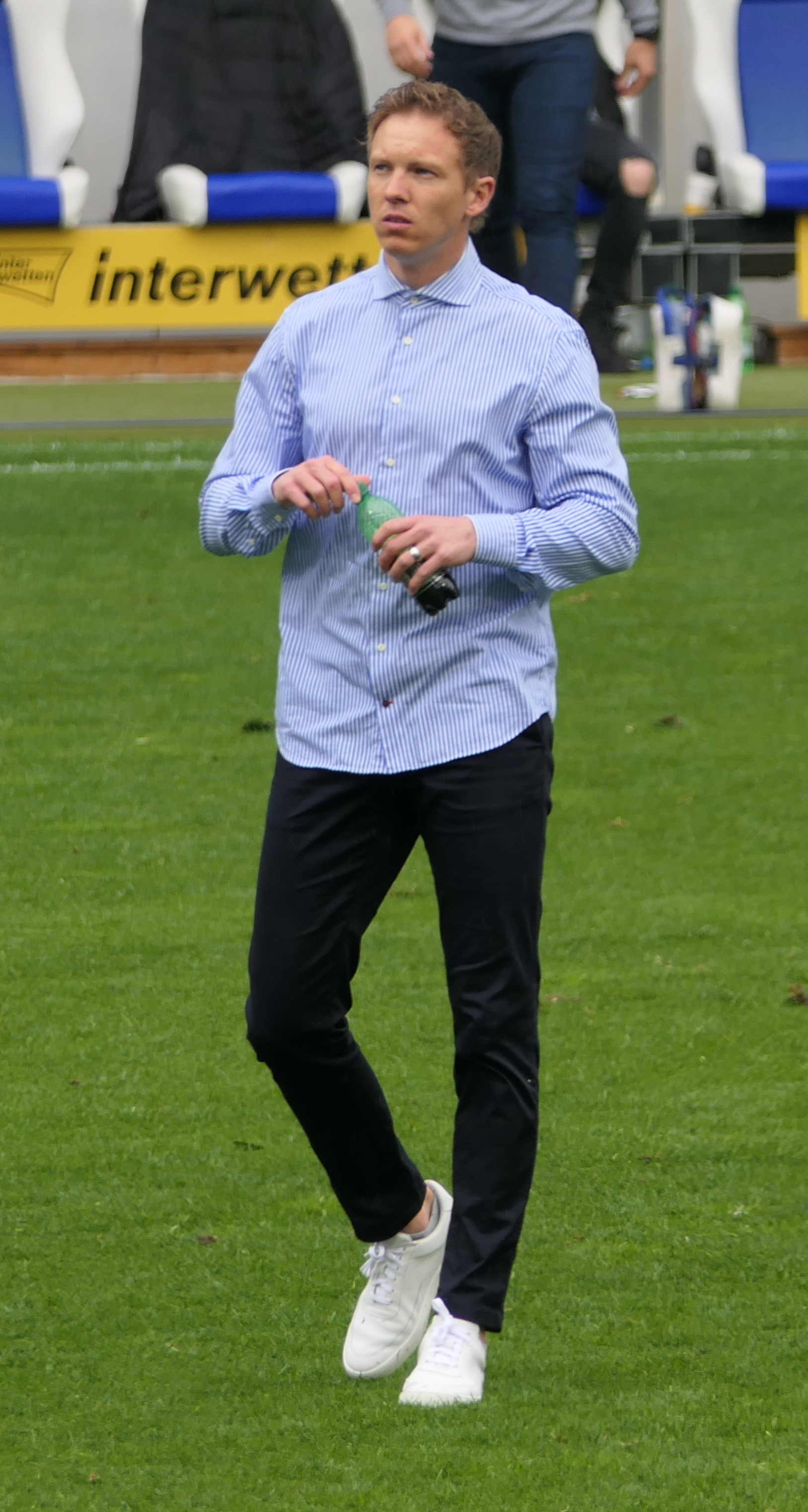
Nagelsmann come allenatore dell' nel 2019

Subito dopo il ritiro viene assunto per sei mesi come collaboratore tecnico dello staff di Thomas Tuchel, all'epoca sulla panchina dell'Augusta II. Nel luglio 2008 torna al Monaco 1860 per ricoprire lo stesso ruolo sotto Alexander Schmidt, restandovi fino al 2010.
Viene quindi ingaggiato dall'Hoffenheim come allenatore della formazione U-17. Grazie a buoni risultati, il 1º gennaio 2013 assume il ruolo di vice allenatore della prima squadra. L'esperienza dura solo sei mesi, dato che il tedesco preferisce essere relegato a tecnico dell'U-19, con cui conquista il titolo di categoria nel 2014.

#### Hoffenheim
L'11 febbraio 2016 viene nominato, a soli 28 anni, tecnico della prima squadra dell'Hoffenheim, diventando l'allenatore più giovane nella storia della Bundesliga. Due giorni dopo esordisce con un pareggio sul campo del Werder Brema (1-1), mentre la settimana seguente conquista la sua prima vittoria in campionato ai danni del Magonza. Sotto la sua guida tecnica, i biancoazzurri vincono sette delle ultime quattordici giornate, passando dal penultimo posto in classifica a un'insperata salvezza (15°).
Nell'annata 2016-2017 guida la squadra al quarto posto finale guadagnandosi, a tre turni dalla conclusione del campionato, la certezza aritmetica di disputare almeno i preliminari di UEFA Champions League. Tale risultato gli permette, il 9 giugno 2017, di rinnovare con il club fino al 2021. Conduce poi l'Hoffenheim al terzo posto nella stagione 2017-2018, qualificando la compagine tedesca ai gironi della massima competizione UEFA per la prima volta nella storia della società.
Nella stagione 2018-2019, l'ultima alla guida del club, porta la squadra al nono posto finale.

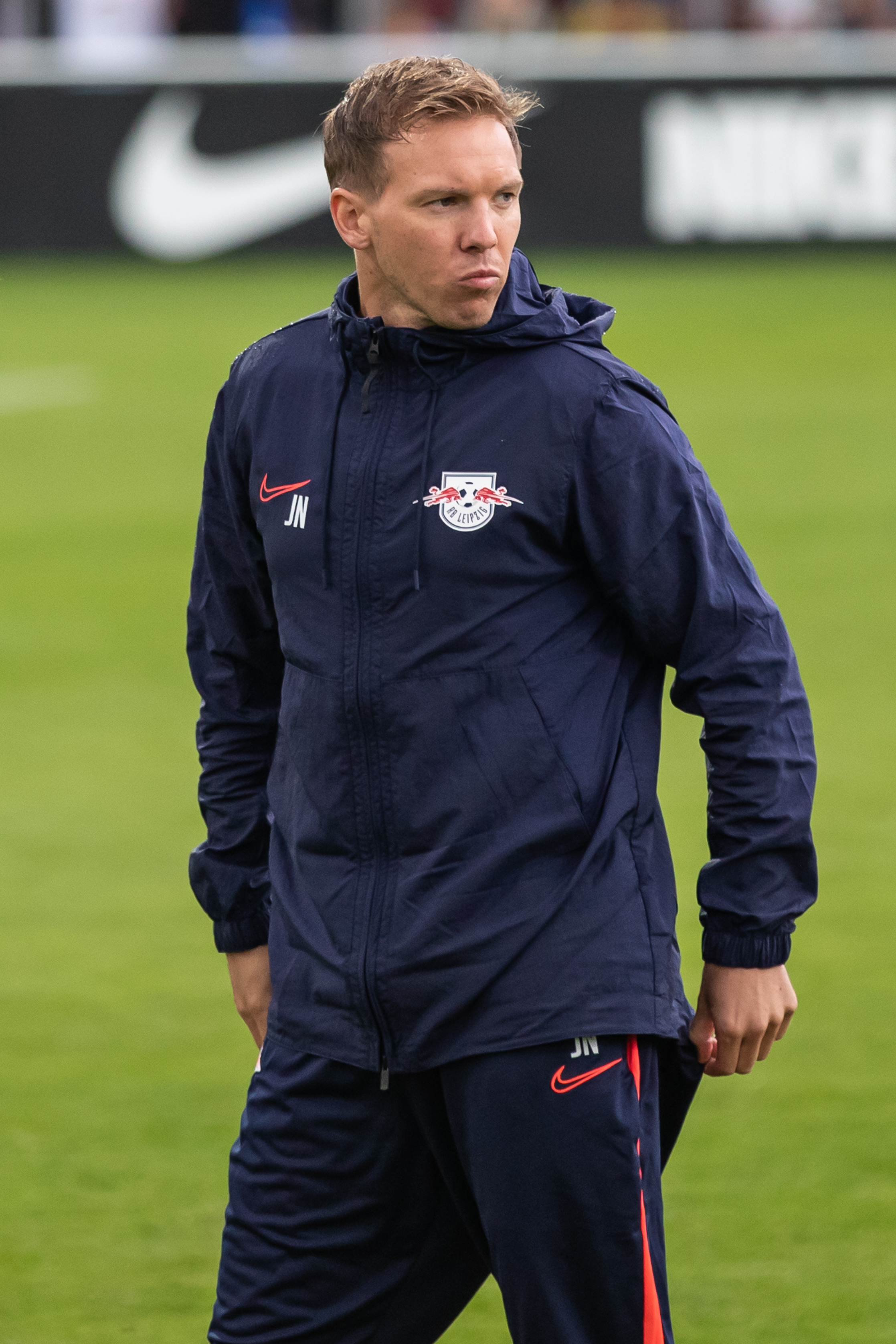
Nagelsmann nel 2020 come tecnico del

#### RB Lipsia
Il 1º luglio 2019 diventa, tramite un contratto quadriennale, il nuovo allenatore del RB Lipsia. Esordisce con i tori rossi l'11 agosto, vincendo per 2-3 il primo turno di Coppa nazionale contro l'Osnabrück. La settimana seguente è la volta del campionato, dove vince la prima giornata per 4-0 in casa dell'Union Berlino. Il 2 novembre, alla decima giornata di Bundesliga, vince per 8-0 contro il Magonza, stabilendo la più grande vittoria nella storia del club. Conclude l'annata 2019-2020 in terza posizione, alle spalle del Bayern Monaco campione e del Borussia Dortmund. In UEFA Champions League, dopo aver superato da vincitore il gruppo G, elimina prima il Tottenham e poi l'Atlético Madrid, accedendo così in semifinale, poi persa per 3-0, contro il Paris Saint-Germain.
Nella stagione 2020-2021 conduce il RB Lipsia al secondo posto in campionato, alle spalle del Bayern Monaco, mentre in UEFA Champions League viene eliminato agli ottavi di finale dal Liverpool. In Coppa di Germania porta la squadra in finale, venendo però sconfitto dal Borussia Dortmund per 4-1.

#### Bayern Monaco
Il 1º luglio 2021 assume l'incarico di tecnico del Bayern Monaco, firmando con i bavaresi un contratto quinquennale. Debutta sulla panchina dei bavaresi il 13 agosto, pareggiando la prima giornata di campionato contro il Borussia M'gladbach. Quattro giorni dopo vince il suo primo trofeo da allenatore di una prima squadra, la Supercoppa di Germania, grazie alla vittoria per 3-1 sul Borussia Dortmund. Il 24 agosto, durante il primo turno di Coppa di Germania contro il Bremer SV, stabilisce con un netto 12-0 la più larga vittoria per il Bayern Monaco negli ultimi vent'anni; il precedente record (16-1) venne sancito sempre in tale competizione nel 1997. Il 27 ottobre successivo viene eliminato al secondo turno dal Borussia M'gladbach. L'8 dicembre, grazie alla vittoria per 3-0 contro il Barcellona, supera a punteggio pieno il girone E della UEFA Champions League, accedendo così agli ottavi di finale, nei quali supera agevolmente il Salisburgo (8-2 tra andata e ritorno), venendo poi eliminato al turno successivo dal Villarreal. Il 23 aprile 2022 vince la Bundesliga con tre giornate di anticipo.
Inizia la stagione 2022-2023 vincendo la Supercoppa di Germania ai danni del RB Lipsia (5-3). Il 24 marzo 2023, a seguito di alcune divergenze con i vertici del club, viene esonerato, lasciando la squadra al secondo posto in campionato e ai quarti di finale di UEFA Champions League.

#### Germania
Il 22 settembre 2023 viene nominato commissario tecnico della nazionale tedesca, sostituendo l'esonerato Hans-Dieter Flick e firmando con la federazione un contratto valido fino al campionato europeo del 2024, esteso, nell'aprile 2024, fino al mondiale del 2026. È il secondo più giovane tecnico della Mannschaft dopo Otto Nerz. Nel campionato europeo giocato in casa la Germania di Nagelsmann viene eliminata ai quarti di finale dalla Spagna, mentre nella UEFA Nations League 2024-2025 si piazza quarta.

## Statistiche

### Statistiche da allenatore
Statistiche aggiornate all'8 giugno 2025. In grassetto le competizioni vinte.
| Stagione             | Squadra              | Campionato           | Campionato | Campionato | Campionato | Campionato | Coppe nazionali | Coppe nazionali | Coppe nazionali | Coppe nazionali | Coppe nazionali | Coppe continentali | Coppe continentali | Coppe continentali | Coppe continentali | Coppe continentali | Altre coppe | Altre coppe | Altre coppe | Altre coppe | Altre coppe | Totale | Totale | Totale | Totale | % Vittorie | Piazzamento |
| Stagione             | Squadra              | Comp                 | G          | V          | N          | P          | Comp            | G               | V               | N               | P               | Comp               | G                  | V                  | N                  | P                  | Comp        | G           | V           | N           | P           | G      | V      | N      | P      | %          | Piazzamento |
| -------------------- | -------------------- | -------------------- | ---------- | ---------- | ---------- | ---------- | --------------- | --------------- | --------------- | --------------- | --------------- | ------------------ | ------------------ | ------------------ | ------------------ | ------------------ | ----------- | ----------- | ----------- | ----------- | ----------- | ------ | ------ | ------ | ------ | ---------- | ----------- |
| feb.-giu. 2016       | Hoffenheim           | BL                   | 14         | 7          | 2          | 5          | CG              | -               | -               | -               | -               | -                  | -                  | -                  | -                  | -                  | -           | -           | -           | -           | -           | 14     | 7      | 2      | 5      | 50,00      | Sub. 15º    |
| 2016-2017            | Hoffenheim           | BL                   | 34         | 16         | 14         | 4          | CG              | 2               | 1               | 0               | 1               | -                  | -                  | -                  | -                  | -                  | -           | -           | -           | -           | -           | 36     | 17     | 14     | 5      | 47,22      | 4º          |
| 2017-2018            | Hoffenheim           | BL                   | 34         | 15         | 10         | 9          | CG              | 2               | 1               | 0               | 1               | UCL+UEL            | 2+6                | 0+1                | 0+2                | 2+3                | -           | -           | -           | -           | -           | 44     | 17     | 12     | 15     | 38,64      | 3º          |
| 2018-2019            | Hoffenheim           | BL                   | 34         | 13         | 12         | 9          | CG              | 2               | 1               | 0               | 1               | UCL                | 6                  | 0                  | 3                  | 3                  | -           | -           | -           | -           | -           | 42     | 14     | 15     | 13     | 33,33      | 9º          |
| Totale Hoffenheim    | Totale Hoffenheim    | Totale Hoffenheim    | 116        | 51         | 38         | 27         |                 | 6               | 3               | 0               | 3               |                    | 14                 | 1                  | 5                  | 8                  |             | -           | -           | -           | -           | 136    | 55     | 43     | 38     | 40,44      |             |
| 2019-2020            | RB Lipsia            | BL                   | 34         | 18         | 12         | 4          | CG              | 3               | 2               | 0               | 1               | UCL                | 10                 | 6                  | 2                  | 2                  | -           | -           | -           | -           | -           | 47     | 26     | 14     | 7      | 55,32      | 3º          |
| 2020-2021            | RB Lipsia            | BL                   | 34         | 19         | 8          | 7          | CG              | 6               | 5               | 0               | 1               | UCL                | 8                  | 4                  | 0                  | 4                  | -           | -           | -           | -           | -           | 48     | 28     | 8      | 12     | 58,33      | 2º          |
| Totale RB Lipsia     | Totale RB Lipsia     | Totale RB Lipsia     | 68         | 37         | 20         | 11         |                 | 9               | 7               | 0               | 2               |                    | 18                 | 10                 | 2                  | 6                  |             | -           | -           | -           | -           | 95     | 54     | 22     | 19     | 56,84      |             |
| 2021-2022            | Bayern Monaco        | BL                   | 34         | 24         | 5          | 5          | CG              | 2               | 1               | 0               | 1               | UCL                | 10                 | 7                  | 2                  | 1                  | SG          | 1           | 1           | 0           | 0           | 47     | 33     | 7      | 7      | 70,21      | 1º          |
| 2022-mar. 2023       | Bayern Monaco        | BL                   | 25         | 15         | 7          | 3          | CG              | 3               | 3               | 0               | 0               | UCL                | 8                  | 8                  | 0                  | 0                  | SG          | 1           | 1           | 0           | 0           | 37     | 27     | 7      | 3      | 72,97      | Eson.       |
| Totale Bayern Monaco | Totale Bayern Monaco | Totale Bayern Monaco | 59         | 39         | 12         | 8          |                 | 5               | 4               | 0               | 1               |                    | 18                 | 15                 | 2                  | 1                  |             | 2           | 2           | 0           | 0           | 84     | 60     | 14     | 10     | 71,43      |             |
| Totale carriera      | Totale carriera      | Totale carriera      | 243        | 127        | 70         | 46         |                 | 20              | 14              | 0               | 6               |                    | 50                 | 26                 | 9                  | 15                 |             | 2           | 2           | 0           | 0           | 315    | 169    | 79     | 67     | 53,65      |             |

#### Nazionale tedesca
| Squadra  | Naz                 | dal               | al        | Record | Record | Record | Record     | Record | Record | Record | Record |
| G        | V                   | N                 | P         | GF     | GS     | DR     | % Vittorie |        |        |        |        |
| -------- | ------------------- | ----------------- | --------- | ------ | ------ | ------ | ---------- | ------ | ------ | ------ | ------ |
| Germania | Germania (bandiera) | 22 settembre 2023 | in carica | 23     | 12     | 6      | 5          | 48     | 26     | +22    | 52,17  |

#### Nazionale tedesca nel dettaglio
| giu.-lug. 2024  | Germania        | Euro 2024                     | Quarti di finale | 5  | 3  | 1 | 1 | 60,00 | 11 | 4  | +7  |
| 2024            | Germania        | UEFA Nations League 2024-2025 | 4º               | 6  | 4  | 2 | 0 | 66,67 | 18 | 4  | +14 |
| 2025            | Germania        | UEFA Nations League 2024-2025 | 4º               | 4  | 1  | 1 | 2 | 25,00 | 6  | 8  | -2  |
| Dal 2023        | Germania        | Amichevoli                    |                  | 8  | 4  | 2 | 2 | 50,00 | 13 | 10 | +3  |
| Totale Germania | Totale Germania | Totale Germania               | Totale Germania  | 23 | 12 | 6 | 5 | 52,17 | 48 | 26 | +22 |

#### Panchine da commissario tecnico della nazionale tedesca
| Cronologia completa delle presenze e delle reti in nazionale ― Germania | Cronologia completa delle presenze e delle reti in nazionale ― Germania | Cronologia completa delle presenze e delle reti in nazionale ― Germania | Cronologia completa delle presenze e delle reti in nazionale ― Germania | Cronologia completa delle presenze e delle reti in nazionale ― Germania | Cronologia completa delle presenze e delle reti in nazionale ― Germania | Cronologia completa delle presenze e delle reti in nazionale ― Germania            | Cronologia completa delle presenze e delle reti in nazionale ― Germania |
| Data                                                                    | Città                                                                   | In casa                                                                 | Risultato                                                               | Ospiti                                                                  | Competizione                                                            | Reti                                                                               | Note                                                                    |
| ----------------------------------------------------------------------- | ----------------------------------------------------------------------- | ----------------------------------------------------------------------- | ----------------------------------------------------------------------- | ----------------------------------------------------------------------- | ----------------------------------------------------------------------- | ---------------------------------------------------------------------------------- | ----------------------------------------------------------------------- |
| 14-10-2023                                                              | East Hartford                                                           | Stati Uniti                                                             | 1 – 3                                                                   | Germania                                                                | Amichevole                                                              | İlkay Gündoğan Niclas Füllkrug Jamal Musiala                                       | Cap: İ. Gündoğan                                                        |
| 18-10-2023                                                              | Filadelfia                                                              | Messico                                                                 | 2 – 2                                                                   | Germania                                                                | Amichevole                                                              | Antonio Rüdiger Niclas Füllkrug                                                    | Cap: İ. Gündoğan                                                        |
| 18-11-2023                                                              | Berlino                                                                 | Germania                                                                | 2 – 3                                                                   | Turchia                                                                 | Amichevole                                                              | Kai Havertz Niclas Füllkrug                                                        | Cap: İ. Gündoğan                                                        |
| 21-11-2023                                                              | Vienna                                                                  | Austria                                                                 | 2 – 0                                                                   | Germania                                                                | Amichevole                                                              | -                                                                                  | Cap: İ. Gündoğan                                                        |
| 23-3-2024                                                               | Décines-Charpieu                                                        | Francia                                                                 | 0 – 2                                                                   | Germania                                                                | Amichevole                                                              | Florian Wirtz Kai Havertz                                                          | Cap: İ. Gündoğan                                                        |
| 26-3-2024                                                               | Francoforte sul Meno                                                    | Germania                                                                | 2 – 1                                                                   | Paesi Bassi                                                             | Amichevole                                                              | Maximilian Mittelstädt Niclas Füllkrug                                             | Cap: İ. Gündoğan                                                        |
| 3-6-2024                                                                | Norimberga                                                              | Germania                                                                | 0 – 0                                                                   | Ucraina                                                                 | Amichevole                                                              | -                                                                                  | Cap: İ. Gündoğan                                                        |
| 7-6-2024                                                                | Mönchengladbach                                                         | Germania                                                                | 2 – 1                                                                   | Grecia                                                                  | Amichevole                                                              | Kai Havertz Pascal Groß                                                            | Cap: İ. Gündoğan                                                        |
| 14-6-2024                                                               | Monaco di Baviera                                                       | Germania                                                                | 5 – 1                                                                   | Scozia                                                                  | Euro 2024 - 1º turno                                                    | Florian Wirtz Jamal Musiala Kai Havertz Niclas Füllkrug Emre Can                   | Cap: İ. Gündoğan                                                        |
| 19-6-2024                                                               | Stoccarda                                                               | Germania                                                                | 2 – 0                                                                   | Ungheria                                                                | Euro 2024 - 1º turno                                                    | Jamal Musiala İlkay Gündoğan                                                       | Cap: İ. Gündoğan                                                        |
| 23-6-2024                                                               | Francoforte sul Meno                                                    | Svizzera                                                                | 1 – 1                                                                   | Germania                                                                | Euro 2024 - 1º turno                                                    | Niclas Füllkrug                                                                    | Cap: İ. Gündoğan                                                        |
| 29-6-2024                                                               | Dortmund                                                                | Germania                                                                | 2 – 0                                                                   | Danimarca                                                               | Euro 2024 - Ottavi di finale                                            | Kai Havertz (rig.) Jamal Musiala                                                   | Cap: İ. Gündoğan                                                        |
| 5-7-2024                                                                | Stoccarda                                                               | Spagna                                                                  | 2 – 1 dts                                                               | Germania                                                                | Euro 2024 - Quarti di finale                                            | Florian Wirtz                                                                      | Cap: İ. Gündoğan                                                        |
| 7-9-2024                                                                | Düsseldorf                                                              | Germania                                                                | 5 – 0                                                                   | Ungheria                                                                | UEFA Nations League 2024-2025 - 1º turno                                | Niclas Füllkrug Jamal Musiala Florian Wirtz Aleksandar Pavlović Kai Havertz (rig.) | Cap: J. Kimmich                                                         |
| 10-9-2024                                                               | Amsterdam                                                               | Paesi Bassi                                                             | 2 – 2                                                                   | Germania                                                                | UEFA Nations League 2024-2025 - 1º turno                                | Deniz Undav Joshua Kimmich                                                         | Cap: J. Kimmich                                                         |
| 11-10-2024                                                              | Zenica                                                                  | Bosnia ed Erzegovina                                                    | 1 – 2                                                                   | Germania                                                                | UEFA Nations League 2024-2025 - 1º turno                                | 2 Deniz Undav                                                                      | Cap: J. Kimmich                                                         |
| 14-10-2024                                                              | Monaco di Baviera                                                       | Germania                                                                | 1 – 0                                                                   | Paesi Bassi                                                             | UEFA Nations League 2024-2025 - 1º turno                                | Jamie Leweling                                                                     | Cap: J. Kimmich                                                         |
| 16-11-2024                                                              | Friburgo in Brisgovia                                                   | Germania                                                                | 7 – 0                                                                   | Bosnia ed Erzegovina                                                    | UEFA Nations League 2024-2025 - 1º turno                                | Jamal Musiala 2 Tim Kleindienst Kai Havertz 2 Florian Wirtz Leroy Sané             | Cap: J. Kimmich                                                         |
| 19-11-2024                                                              | Budapest                                                                | Ungheria                                                                | 1 – 1                                                                   | Germania                                                                | UEFA Nations League 2024-2025 - 1º turno                                | Felix Nmecha                                                                       | Cap: J. Kimmich                                                         |
| 20-3-2025                                                               | Milano                                                                  | Italia                                                                  | 1 – 2                                                                   | Germania                                                                | UEFA Nations League 2024-2025 - Quarti di finale (Andata)               | Tim Kleindienst Leon Goretzka                                                      | Cap: J. Kimmich                                                         |
| 23-3-2025                                                               | Dortmund                                                                | Germania                                                                | 3 – 3                                                                   | Italia                                                                  | UEFA Nations League 2024-2025 - Quarti di finale (Ritorno)              | Joshua Kimmich (rig.) Jamal Musiala Tim Kleindienst                                | Cap: J. Kimmich                                                         |
| 4-6-2025                                                                | Monaco di Baviera                                                       | Germania                                                                | 1 – 2                                                                   | Portogallo                                                              | UEFA Nations League 2024-2025 - Semifinale                              | Florian Wirtz                                                                      | Cap: J. Kimmich                                                         |
| 8-6-2025                                                                | Stoccarda                                                               | Germania                                                                | 0 – 2                                                                   | Francia                                                                 | UEFA Nations League 2024-2025 - Finale 3º-4º posto                      | -                                                                                  | Cap: J. Kimmich                                                         |
| Totale                                                                  |                                                                         | Presenze                                                                | 23                                                                      |                                                                         | Reti                                                                    | 48                                                                                 |                                                                         |

## Palmarès

### Allenatore

#### Club

##### Competizioni giovanili
- Under-19 Bundesliga: 1

Hoffenheim: 2013-2014

##### Competizioni nazionali
- Supercoppa di Germania: 2

Bayern Monaco: 2021, 2022

- Campionato tedesco: 1

Bayern Monaco: 2021-2022

#### Individuale
- Allenatore tedesco dell'anno: 1

2017